# Afrasyab (Shahnameh)

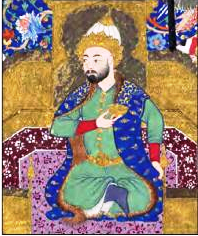
Schildering van Afrasyab in de Shahnama van Shah Tahmasp

Afrasyab is een mythische koning van Turan in de Shahnameh van de dichter Ferdowsi uit de 10e eeuw. Afrasyab is de zoon van Pashang, de zoon van Zadsham, de zoon van Tur, de zoon van Fereidoen. Afrasyab is de broer van Aghriras en Garsivaz en de vader van Farigis. Hij is de aartsvijand van Perzië en een groot deel van de Perzische geschiedenis in de Shahnameh gaat over de oorlogen tussen Turan en Iran. Afrasyab speelt een belangrijke rol gedurende de regering van verschillende sjahs: Hij komt in beeld na het overlijden van Manuchehr, onthoofdt Nozar, tekent een vrede met Kay Qobad, wordt de schoonvader van Seyavash, Kay Kavus' zoon en wordt ten slotte door Seyavash' zoon Kay Khosrow om het leven gebracht.

## Nozar

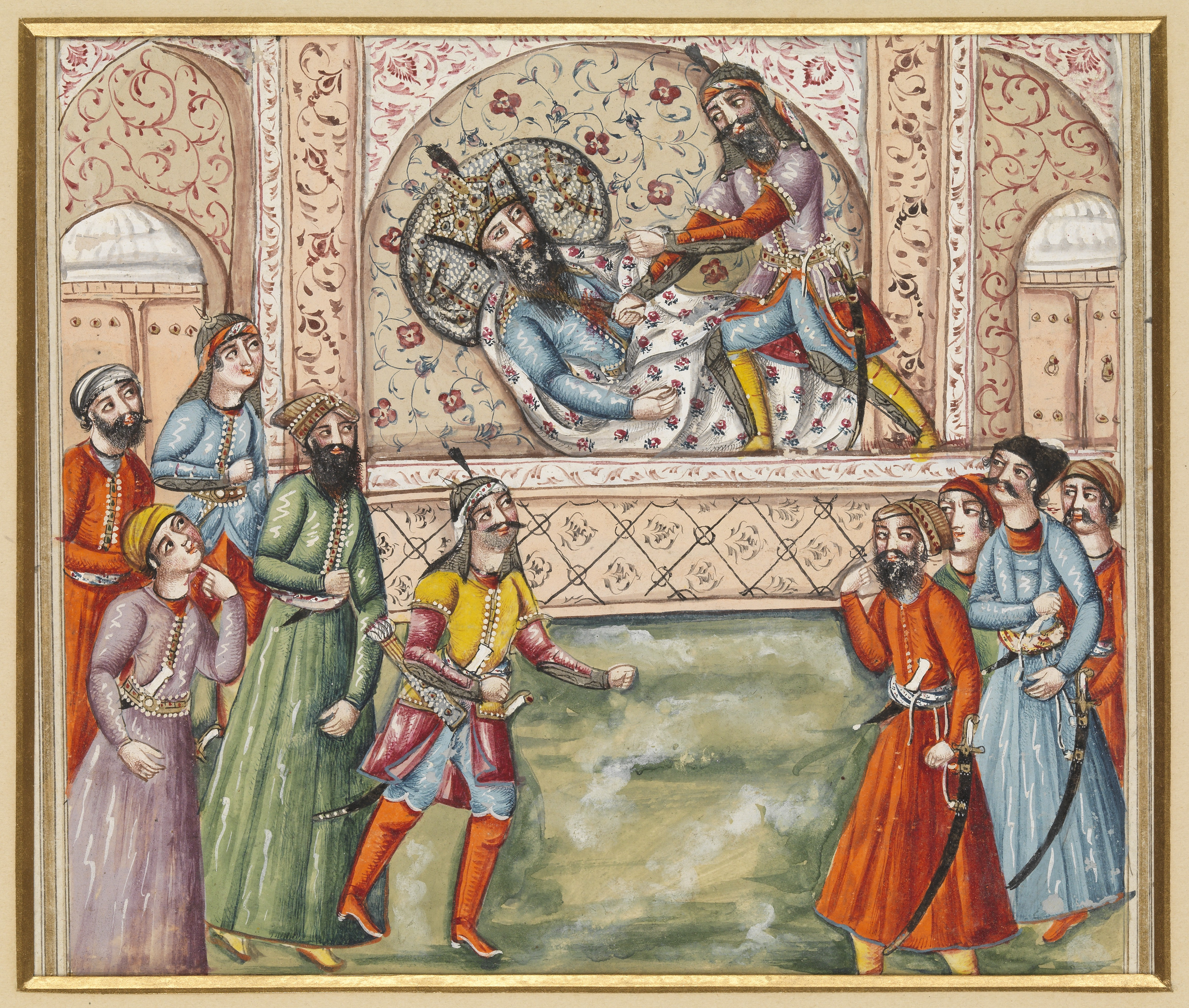
Scène uit de Shahnameh. Afrasyab (staande figuur) executeert Nozar liggend).

Turan staat voor het land van de noordelijke nomaden. Het wordt door Fereidoen aan zijn middelste zoon Tur toebedeeld. De broers Tur en Salm zijn er ontevreden over dat hun jongste broer Iraj de troon van Perzië en Arabië bezet en besluiten hem te doden en hun vader zijn hoofd op te sturen. Een afstammeling van Iraj, Manuchehr, neemt wraak en doodt Salm en Tur. Maar de vete tussen Turan en Iran kent daarmee geen einde. Na Manuchehrs overlijden stuurt Pashang, een nazaat van Tur, zijn zonen Afrasyab en Aghriras met legers van Turan en China naar de grensrivier de Oxus. Afrasyab geeft de aanvoerders Shamasas en Khazbaran opdracht om met dertigduizend ruiters tegen Zavolestan op te trekken. Zelf trekt hij met een leger van vierhonderdduizend man naar Dehestan, waar Qaren met het Perzische leger van honderdveertigduizend man, ter verdediging van het land, heen was gereisd. Op de tweede dag wordt het Perzische leger teruggedreven. Als de Perzen zich in Dehestan terugtrekken, stuurt Afrasyab troepen om de vrouwen en kinderen van de Perzische soldaten aan te vallen. Qaren reist naar Pars om hen te beschermen. Als Nozar hem met twaalfhonderd man volgt, wordt hij door Afrasyab gevangen genomen.
In Zavolestan wordt Khazbaran door Zal gedood en weet Shamasas te ontkomen. Afrasyab onthoofdt Nozar en staat zijn broer Aghriras toe, dat de Perzische gevangenen naar Sari worden overgebracht. Als Aghriras zich in Rey bij Afrasyab voegt, wanneer Zal naar Amol optrekt en Keshvad de Perzische gevangenen weet te bevrijden, wordt Aghriras door zijn eigen broer Afrasyab gedood. Afrasyab verdedigt Rey, waar hij de Perzische kroon op het hoofd heeft gezet, tegen Zal. Na acht maanden, getroffen door honger, sluiten Afrasyab en de nieuw gekozen sjah Zav vrede. Als Zav na vijf jaar overlijdt, krijgt Afrasyab van Pashang bevel Perzië aan te vallen nu zij zonder koning is.

## Kay Qobad
Afrasyab trekt van Sepinjab de rivier de Oxus over. Als Kay Qobad tot de nieuwe sjah gekroond is, leidt hij het Perzische leger tegen Afrasyab. Rostam, Zals zoon, weet Afrasyab uit het zadel te tillen, maar Afrasyabs riem breekt en zijn ruiters helpen hem van de grond en brengen hem in veiligheid. De Turaniërs trekken zich in Damghan en vervolgens over de Oxus terug. Pashang stelt voor voortaan de Oxus tussen de twee landen als grens aan te houden en Kay Qobad tekent de vrede. Qobad wordt door zijn zoon Kay Kavus opgevolgd.

## Kay Kavus en Seyavash
Als Afrasyab, inmiddels zelf koning van Turan, hoort dat Kay Kavus door de koning van Hamaveran gevangen wordt gehouden, valt hij Iran binnen. Er volgen drie maanden van oorlog en Perzische vluchtelingen vragen Rostam in Zavolestan om hulp. Na Kay Kavus te hebben bevrijd, worden de Turaniërs overwonnen en kan Kay Kavus terugkeren. Seyavash, Kavus' zoon bij een kleindochter van Garsivaz, neemt de leiding over het Perzische leger op zich, als Afrasyab opnieuw de grenzen bedreigt. Seyavash sluit vrede met Afrasyab, maar wordt daarom als legerleider door Kay Kavus vervangen door Tus. Seyavash gaat in Turan wonen en huwt Afrasyabs dochter Farigis. Door Garsivaz, Afrasyabs broer, komt het tot een treffen tussen Seyavash en de Turaanse koning. Seyavash komt daarbij om het leven. Farigis, zijn vrouw, is inmiddels zwanger van hun zoon Kay Khosrow.

## Kay Khosrow
Farigis wordt opgevangen door Piran, Afrasyabs vizier en op een gegeven moment mag Kay Khosrow naar Afrasyabs hof komen en zelfs gaan wonen in Seyavashgerd, de stad die zijn vader liet bouwen. De Perzische held Giv brengt hem terug naar Perzië, waar hij de leider wordt en er op gebrand is zijn vader Seyavash te wreken. Kay Khosrow neemt Afrasyab gevangen en laat hem executeren. Als Kay Kavus op honderdvijftig jarige leeftijd sterft, wordt Kay Khosrow de nieuwe Perzische sjah.